# 雷平阳
雷平阳（1966年9月7日—），云南昭通人，中国诗人。

## 生平
1966年农历7月23日生于云南昭通一个农民家庭。在土城村完小完成初等教育。1980年考取昭通县一中。后考上昭通师专，任校园文学社“野草”社长。后定居昆明成为职业诗人。雷平阳的诗歌多以故乡、土地和亲人为主题。

## 获奖
- 人民文学诗歌奖
- 十月诗歌奖
- 华语文学传媒大奖2006年年度诗人
- 鲁迅文学奖